# Hemichnoodes mniszechi
Hemichnoodes mniszechi är en skalbaggsart som beskrevs av Oliver Erichson Janson 1873. Hemichnoodes mniszechi ingår i släktet Hemichnoodes och familjen Cetoniidae. Inga underarter finns listade i Catalogue of Life.